# マリア・アリーツェ・フォン・エスターライヒ
マリア・アリーツェ・エマヌエーレ・アグネス・アンナ・フォン・エスターライヒ（Maria Alice Emanuele Agnes Anna Erzherzogin von Österreich, 1893年1月15日 - 1962年7月1日）は、オーストリア皇帝家の分家の一つテシェン公爵家の公女。

## 生涯
テシェン公爵家の当主フリードリヒ大公とその妻でクロイ公爵家出身のイザベラ大公妃の間の八女として生まれた。第一次世界大戦後、家族とともにハンガリーの所領ウンガリッシュ・アルテンブルクに移住。1920年5月8日にルツェルンで、フリードリヒ・ハインリヒ・ヴァルトボット・フォン・バッセンハイム男爵（1889年 - 1959年）と結婚した。夫はヴァルトボット・フォン・バッセンハイム家のハンガリー分家出身で、婚家はトルチヴァのシルマイ城（szirmay kastély）に居を構えていた。夫妻の間には6人の子が生まれた。夫妻は第二次世界大戦末期までハンガリーで大地主として生活していたが、戦後は所領が国有化されたため出国した。
長女マリア・インマクラータ（1921年 - ）は1947年、ベルギー王妃エリザベートの甥ハンス・ヘリベルト・ツー・テーリンク＝イェッテンバッハ伯爵（1903年 - 1977年）に嫁いだ。
1955年に死去した弟アルブレヒト大公の遺言により、マリア・アリーツェの次男パウル・ヴァルトボット・フォン・バッセンハイム男爵（1924年 - 2008年）がテシェン公爵家の夏の居館だったオーストリア・ブルゲンラント州のハルプトゥルン城を相続した。2008年にパウルが子供のないまま死ぬと、この城の所有者はマリア・アリーツェの三女シュテファニー（1929年 - ）の息子マークス・ツー・ケーニヒスエッグ＝アウレンドルフ伯爵となった。

## 引用・脚注
1. ↑  ハンス・ファイト・ツー・テーリンク＝イェッテンバッハ伯爵の次男。
2. ↑  Todesnachricht von Paul Waldbott-Bassenheim auf burgenland.orf.at.